# Шахта № 3
Шахта № 3 — посёлок в Сланцевском городском поселении Сланцевского района Ленинградской области.

## История
Посёлок учитывается областными административными данными с 1 января 1950 года в составе Попково-Горского сельсовета Сланцевского района.
С 1963 года, в составе Кингисеппского района.
По состоянию на 1 августа 1965 года посёлок Шахта № 3 также входил в состав Выскатского сельсовета Сланцевского района. С ноября 1965 года — вновь в составе Выскатского сельсовета Сланцевского района. В 1965 году население посёлка составляло 629 человек.
По данным 1973 года посёлок Шахта № 3 входил в состав Попковогорского сельсовета.
По данным 1990 года посёлок Шахта № 3 вновь входил в состав Выскатского сельсовета.
В 1997 году в посёлке Шахта № 3 Выскатской волости проживали 55 человек, в 2002 году — постоянного населения не было.
В 2007 году в посёлке Шахта № 3 Сланцевского ГП проживали 259 человек, в 2010 году — 76.

## География
Посёлок расположен в центральной части района близ автодороги 41К-165 (Ищево — Сижно) к северу и смежно с деревней Сижно.
Расстояние до административного центра поселения — 10 км.
Расстояние до железнодорожной платформы Сланцы — 7 км.
Посёлок находится на правом берегу реки Сиженка.

## Демография
| 2007 | 2010 | 2017 |
| ---- | ---- | ---- |
| 259  | ↘76  | ↗94  |

## Улицы
1-я линия, 2-я линия.